# Wattiefe

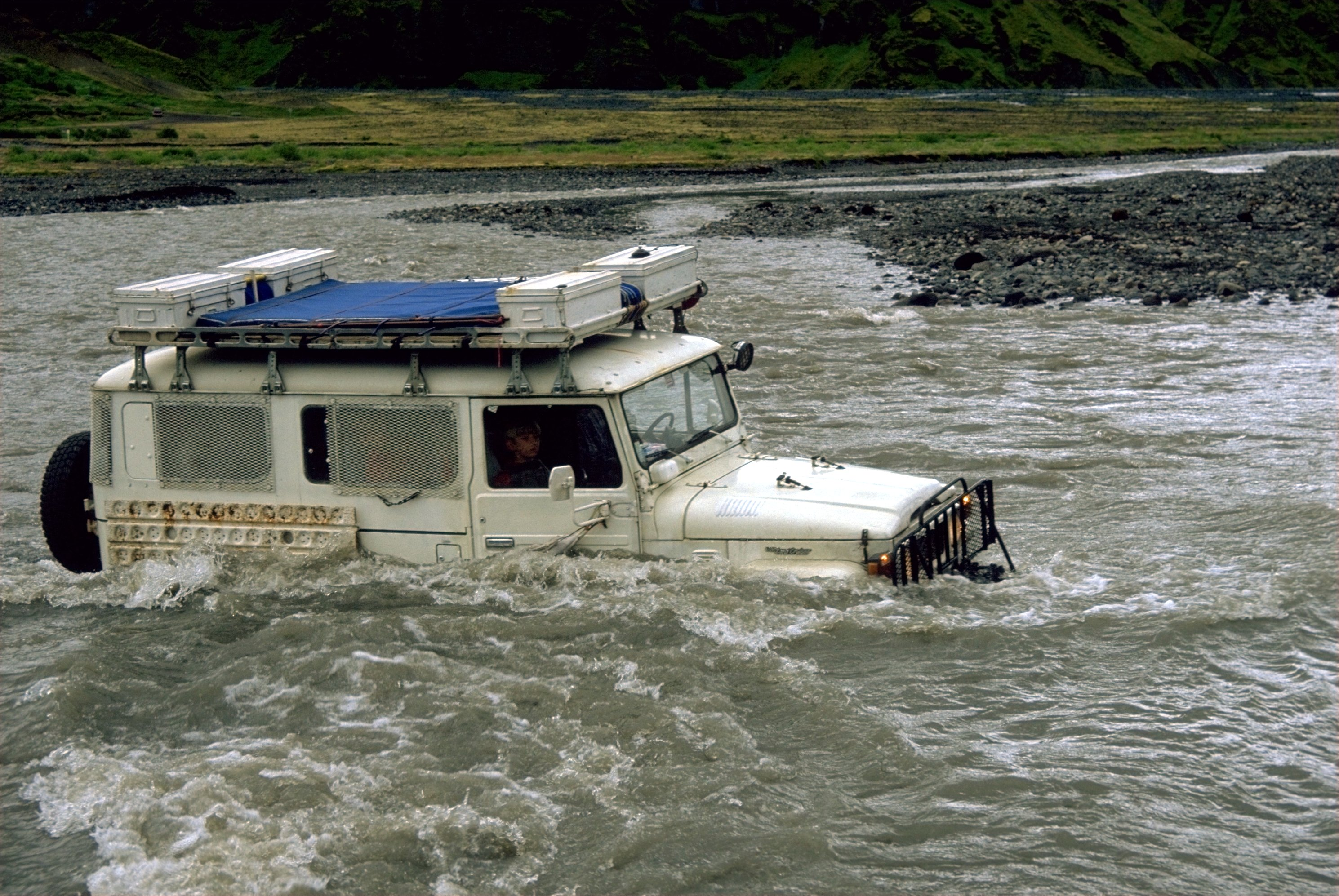
Toyota Land Cruiser beim Durchwaten eines Gewässers in Island. Da das Fahrzeug keine hochgelegte Luftansaugung (Schnorchel) für den Motor hat, ist die dargestellte Situation bereits grenzwertig.

Schematische Darstellung

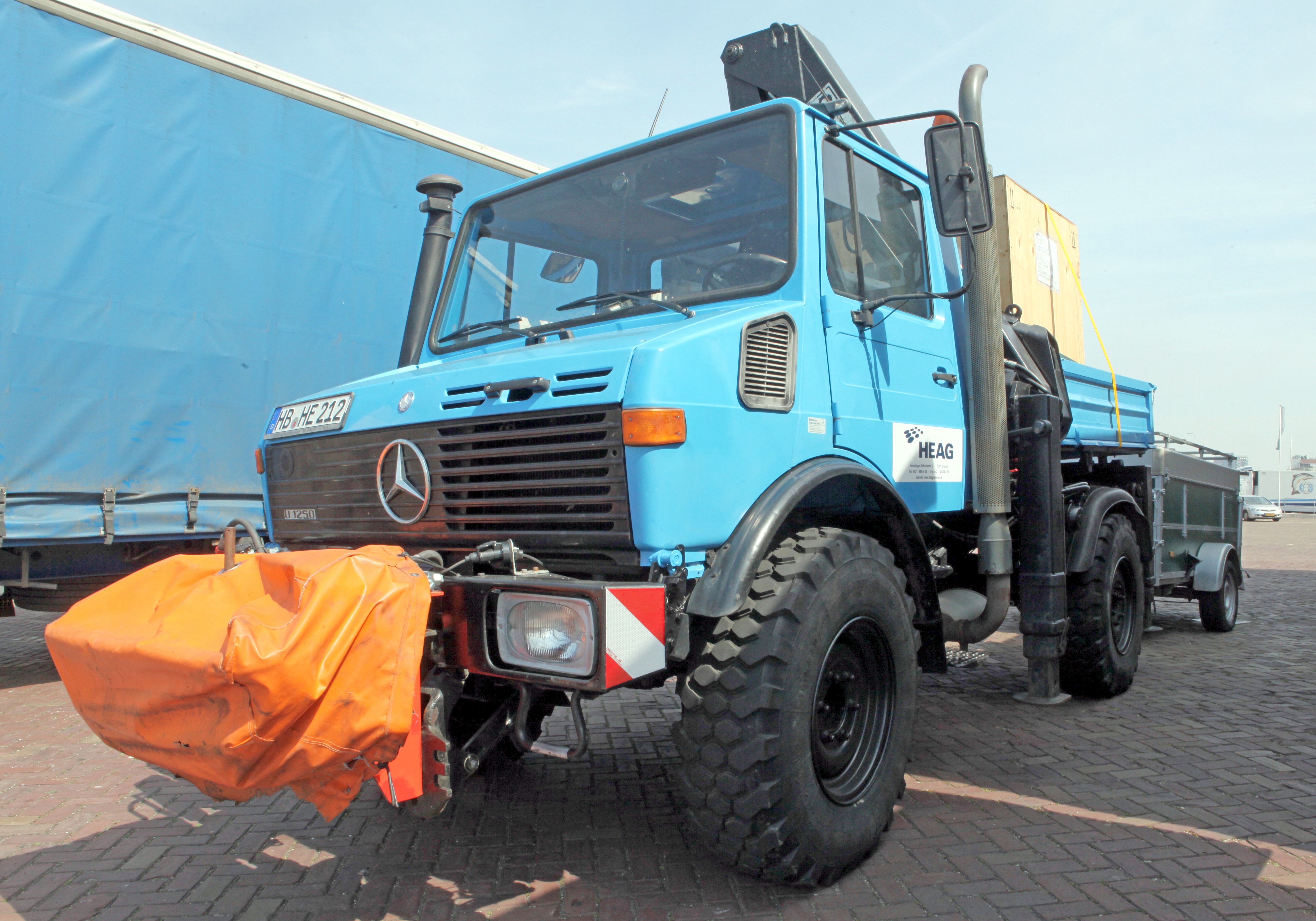
Unimog U 1250 mit Ansaug-Schnorchel und hochgelegtem Auspuff

Wattiefe bezeichnet die maximale Gewässertiefe, durch die ein Landfahrzeug fahren (waten) kann. Der Begriff taucht häufig in den technischen Spezifikationen von geländegängigen Fahrzeugen, speziell auch Militärfahrzeugen, auf. Bei Überschreiten der Wattiefe besteht die Gefahr, dass das Fahrzeug im Gewässer stehen- bzw. steckenbleibt und zudem technischen Schaden erleidet, bis hin zu schweren Motorschäden wie Wasserschlag.

## Wattiefe

### Autos mit Verbrennungsmotor
Die Wattiefe hängt von vielen technischen Faktoren ab, die neben der Funktion – bzw. dem drohenden Ausfall bei Wassereintritt – des Motors auch andere wichtige Systeme wie etwa das Bremssystem und den Kraftstofftank betreffen können, was elementar von konstruktiven Details des Fahrzeugs abhängt:
- Höhe der Luftansaugung des Motors
- Höhe der Luftansaugung des Kompressors bei Druckluftbremsen
- Höhe der Belüftung des Nachfüllbehälters auf/an dem Hauptbremszylinders bei hydraulischen Bremsen.
- Höhe der Belüftung für den Lenkhydraulikbehälter
- Höhe der Lichtmaschine, der Batterie und der Zündung am Motor sowie Wasserbeständigkeit der Elektrik/Elektronik
- Höhe der Aggregat-Entlüftungen des Fahrzeugs (Achsen, Getriebe usw.)
- Höhe der Tank Be- und-Entlüftungen des Fahrzeugs
- Höhe des Auspuffrohres des Fahrzeugs
- Motorentlüftung wattauglich?
- Abdichtung des Fahrzeugs (Innenraum) usw.

PKW können in Abhängigkeit von diesen Punkten bei mäßiger Geschwindigkeit meist Gewässer von etwa 400 mm Tiefe durchfahren. Geländewagen können häufig für größere Tiefen ausgerüstet werden, insbesondere wenn sie mit einem Schnorchel ausgestattet sind, der die Luft in Höhe des Fahrzeugdachs ansaugt. Auch durch den Auspuff eindringendes Wasser kann Schaden anrichten. Daher haben besonders watfähige Fahrzeuge einen hochgelegten Auspuff. Auch Rückschlagklappen kommen zum Einsatz.

### Elektroautos
Hochvoltbatterie und Elektromotor sind wasserdicht gekapselt. Die Wattiefe von Pkws wird (je nach Hersteller und Modell ggf. auch unterschiedlich) vom Verband der Automobilindustrie mit max. 30 cm angegeben. Das entspricht bei einem Reifen der Größe 195/65R15 etwa der halben Radhöhe. Es besteht keine Gefahr, dass Insassen einen Stromschlag bekommen. Es gibt zahlreiche Sicherungen am Hochvolt-System.

## Durchwaten von Gewässern

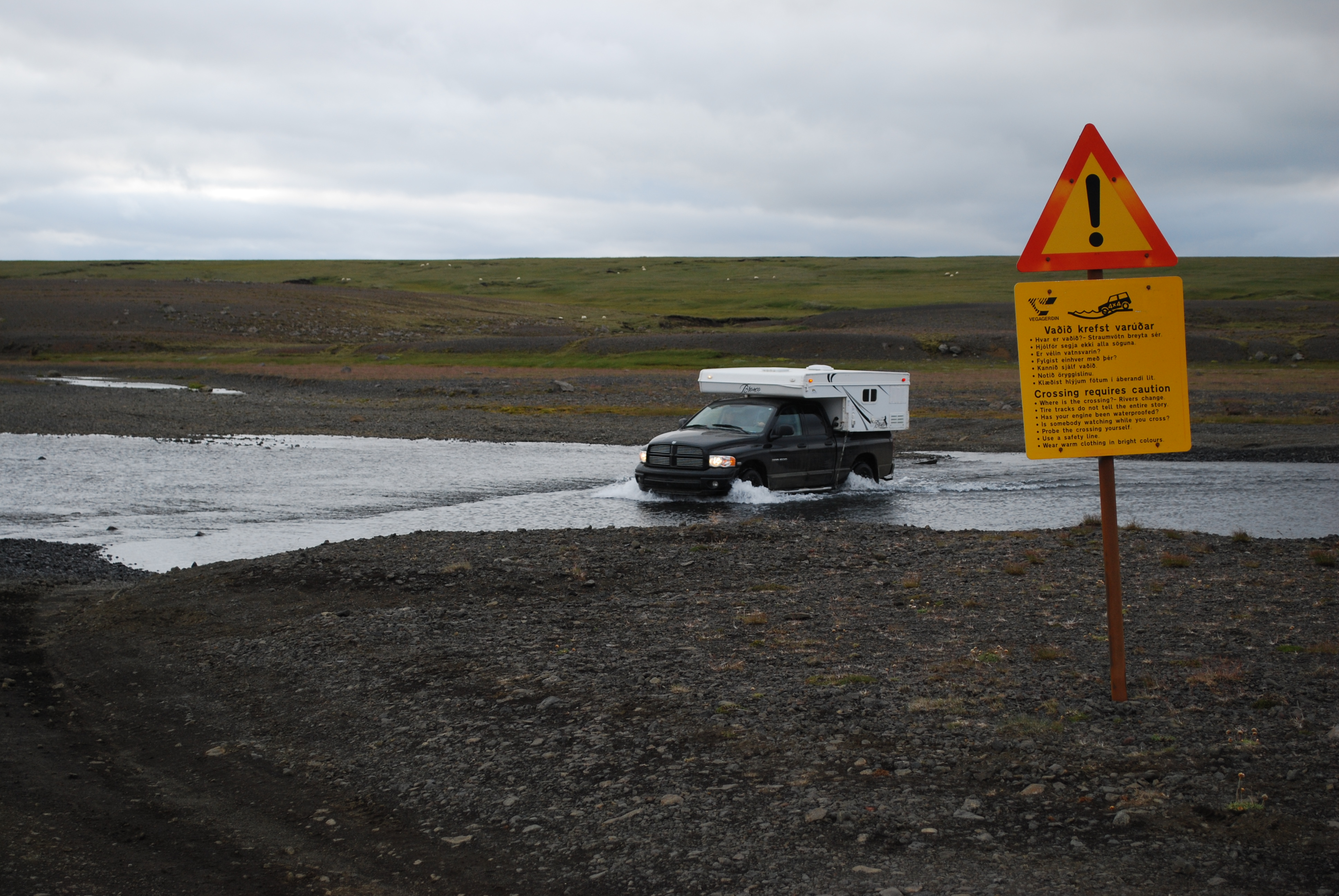
Furt mit Warnschild in Island

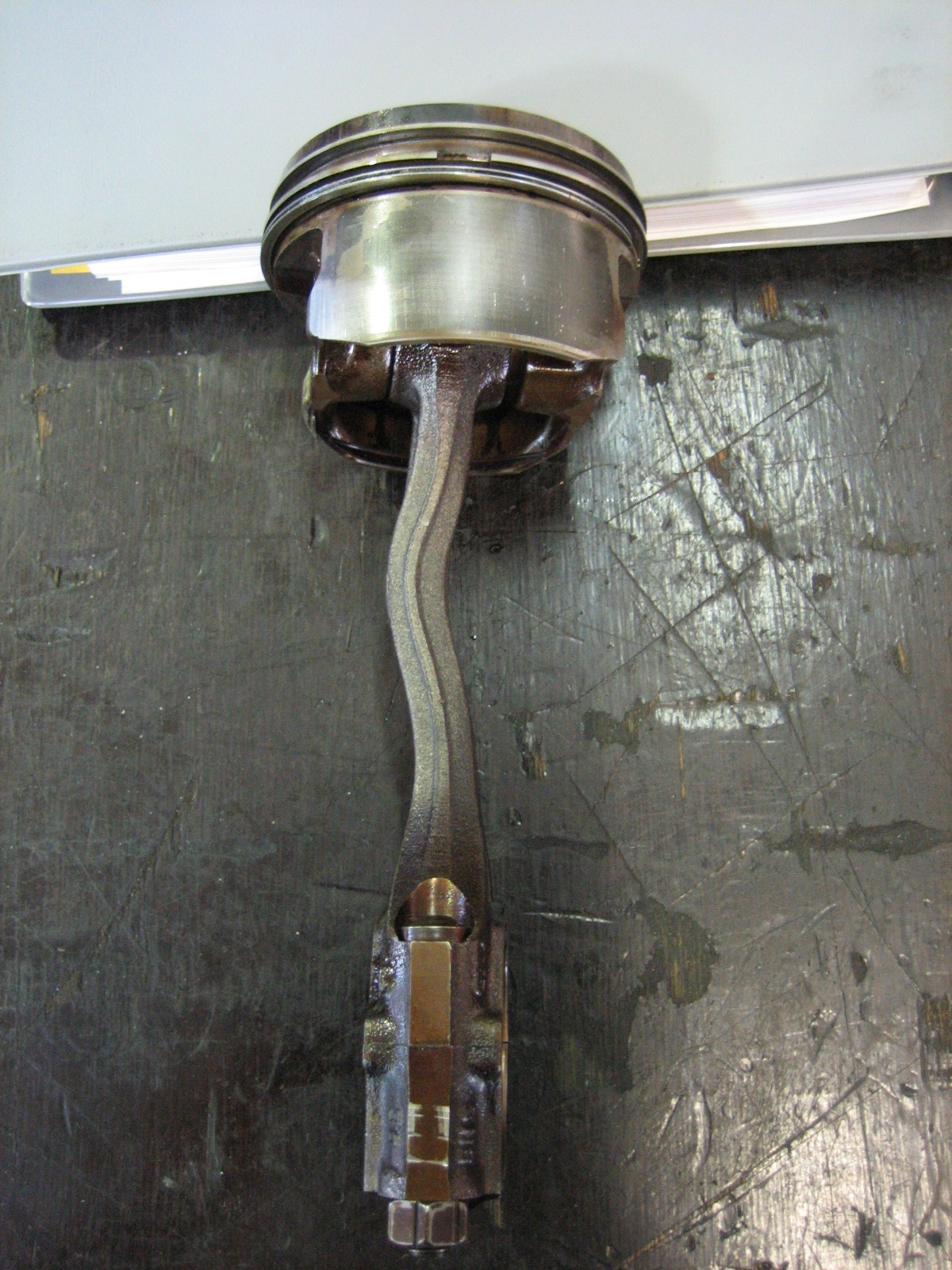
Ausgebauter Kolben und stark verbogene Pleuelstange (mittig) aus einem PKW-Motor nach Wasserschlag

Stellen, an denen Gewässer durchquert werden können, werden Furt genannt. Während früher Menschen, Lasttiere und Wagen Furten durchwateten, können dies heute auch motorisierte Fahrzeuge. Auch mit deren ausreichender Watfähigkeit ist das Durchqueren von Gewässern häufig riskant. Dabei treten sowohl im freien Gelände als auch an ausgewiesenen Furten und auf überschwemmten Wegen dieselben Problemstellungen wie früher auf:
- Neben einer zu erkundenden Maximaltiefe ist die Beschaffenheit des Untergrundes unbekannt und nur selten vollständig einschätzbar. Es kann zum Einsinken des Fahrzeuges an tieferen oder ausgewaschenen Stellen kommen oder unerkannte Hindernisse und Unebenheiten können zu Kollisionen und zum Steckenbleiben führen. Eine mögliche Vorgehensweise ist daher, dass der Fahrer zunächst zu Fuß das Gewässer an der geplanten Fahrstrecke abgeht, wenn nicht direkt zuvor ein anderes Fahrzeug bei der Durchfahrt beobachtet werden kann. Besonders bei Kälte, größerer Strömung und einer Wassertiefe über etwa Kniehöhe wird dieses Erkunden zu Fuß selbst zu einer Gefahr bzw. unpraktikabel für den Fahrer, so dass gerade bei diesen erhöhten Risikofaktoren eher darauf verzichtet wird oder verzichtet werden muss.
- Die Strömung kann schon bei geringen Geschwindigkeiten und geringen Wassertiefen Fahrzeuge wegspülen oder in Bereiche versetzen, in denen sie nicht mehr manövrierbar sind oder in denen die Wattiefe überschritten wird. Bei höheren bzw. sehr hohen Strömungsgeschwindigkeiten von mehreren Metern pro Sekunde, wie sie nach Regenfällen z. B. in Wadis in Wüstenregionen[2] oder an Furten so genannter D-Straßen (Ungeteerte Pisten) in Namibia vorkommen, können schon niedrige Wasserhöhen von etwa Radnabenhöhe zu starkem, den Fahrer überraschenden Seitenversatz während der Durchquerung führen, so dass das Fahrzeug aus der Region der Furt in Gefahrenzonen weggetrieben werden und/oder in der Folge etwa auf die Seite stürzen kann.
- Der Auftrieb der im Wasser teil-eingetauchten Karosserie verringert die Bodenhaftung und somit die Traktion. Bei einer Beispiel-Fahrgastzelle eines Autos inklusive Kofferraum von 3 m Länge und 2 m Breite erzeugt bereits eine effektive Wasserhöhe von 15 cm über der unteren Karosseriekante näherungsweise einen Auftrieb von 9.000 Newton (entsprechend 900 Liter verdrängter Wassermenge), so dass die Hinterachse die Traktion verliert und auch keine Seitenführungskräfte mehr übertragen kann.
- Treibgut stellt eine weitere Gefahrenquelle dar.
- Bei unangepasster Geschwindigkeit kann der Kühler durch den Gegendruck der sich vor dem Fahrzeug aufbauenden Wasserwelle zerstört werden
- Je nach Höhe des Luft fördernden Kühlerventilators können dessen Lüfterschaufeln brechen oder sich verbiegen, wenn der schnell drehende Ventilator auch nur teilweise unter Wasser gerät, weshalb (neben weiteren Gründen) vor dem Durchfahren von tieferen Furten zu einem vorherigen Abkühlenlassen des Motors geraten wird
- Bei schlammigem Wasser dringt dieses in die Radbremsen ein und nach dem Austrocknen behindert der getrocknete Schlamm die Bremsteile, z. B. in der Bremstrommel die Spreizkörper der Handbremse etc.

Eine der gemachten Erfahrungen im Hochwasser 2021 war auch, das auf den Straßen die Gullydeckel weggespült waren und z. B. Feuerwehrfahrzeuge im Einsatz in diesen nun offenen Schächten „einbrachen“ und mit erheblichen Schäden ausfielen.

## Tiefwaten und Unterwasserfahren mit militärischen Fahrzeugen

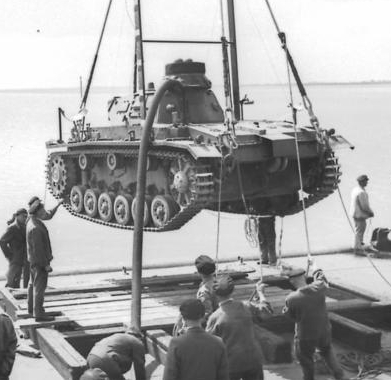
Tauchpanzer (PzKpfw III) mit Schlauch, an dem eine Boje montiert ist (hier nicht sichtbar)

Militärische Fahrzeuge besitzen häufig eine Wattiefe von 0,5 bis 1,5 Metern. Einige nicht schwimmfähige Panzermodelle, die mit Schnorcheln ausgerüstet werden können, sind in der Lage, auch noch tiefere Gewässer zu durchfahren, bei denen das Fahrzeug teilweise oder ganz unter der Wasseroberfläche verschwindet. Dies wird dann als Tiefwaten oder bei größeren Tiefen als Unterwasserfahren bezeichnet und erfordert Vorbereitungen und z. T. zusätzliche Ausrüstung bis hin zu Tauchrettern für die Besatzung.

Im Zweiten Weltkrieg wurden auf deutscher Seite Tauchpanzer entwickelt (u. a. Umrüstungen von 168 PzKpfw III und 42 PzKpfw IV), die in der Lage waren, in Wassertiefen von bis zu 15 m zu fahren. Die Luftversorgung erfolgte über einen Schlauch, der an einer Boje hing. Sie sollten ursprünglich für die Invasion Englands vor der Küste von Schiffen ausgesetzt werden und dann mittels Beobachtern auf den Schiffen, Funkverbindung und Kompass navigieren. Am 22. Juni 1941, dem ersten Tag des Russlandfeldzuges, wurden 80 dieser Tauchpanzer eingesetzt. Sie durchquerten allesamt erfolgreich den Fluss Bug.

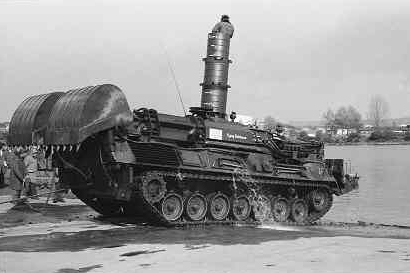
Prototyp einer gepanzerten Pioniermaschine nach dem Tiefwaten

Für das Durchfahren von Gewässern mit einer Tiefe von etwa 2 bis 4 m besitzen moderne Kampfpanzer wie der Leopard 2 eine sogenannte Tauchhydraulik. Sie schließt alle Be- und Entlüftungen am Motor und öffnet eine Brennluftklappe am Motorschott im Panzerinneren (Kampfraum). Über diese saugt der Motor beim Waten, Tiefwaten und Unterwasserfahren die Verbrennungsluft über die Kommandantenluke mit aufgesetzten Tiefwat- oder Unterwasserfahrschacht (Leopard 2) an. Der Turm wird durch eine aufpumpbare Dichtung zur Wanne hin versiegelt. Lenzpumpen befördern eindringendes Wasser nach außen.

### Ablauf
Vor dem Durchqueren des Gewässers (meistens Fluss) wird die „Übergangsstelle“ erkundet. Meist durch ein Senkblei, das als Lot verwendet wird, im Notfall (oder bei relativ geringer Wassertiefe) durch das sogenannte „staken“, im Optimalfall durch Pioniertaucher (die auch versteckte Unterwasserhindernisse aufspüren können). Währenddessen werden die Panzer im Verfügungsraum durch technische Umbauten auf den Einsatz (siehe oben) vorbereitet. Danach wird ein erster Panzer, der mittels Stahlseil durch einen Bergepanzer gesichert ist, vorsichtig in Marsch gesetzt. Bei Übergängen von größeren Einheiten wird oft – parallel etwas versetzt – ein weiterer Panzer eingesetzt, um eine breitere Übergangsstelle zu schaffen. Dadurch soll die Zeit der Flussüberquerung für die Einheit verkürzt werden, da die Panzer während der Unterwasserfahrt weitgehend ungeschützt und verwundbar sind. Ist die Übergangsstelle gesichert, können die Panzer zügig mit dem „gefechtsmäßigen Übergang“ beginnen. Da jetzt keine Sicherung der einzelnen Panzer (durch Stahlseil) mehr notwendig ist, optimieren höhere Geschwindigkeiten und kürzere Reihenfolge der Übergänge den Einsatz.

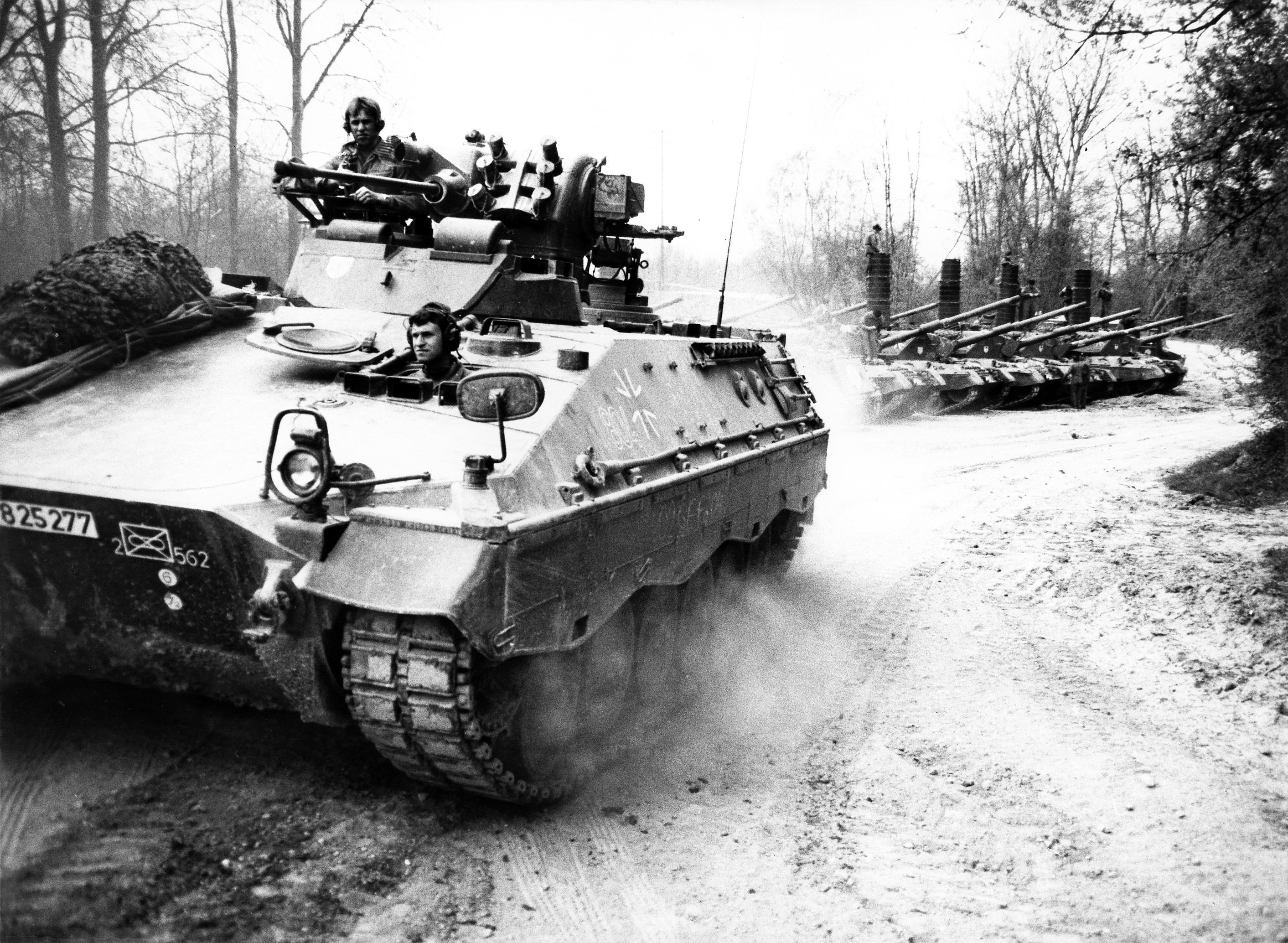
Verfügungsraum: Im Hintergrund aufgerüstete Kampfpanzer Leopard 1 mit Kommandantenturm für Tauchfahrt
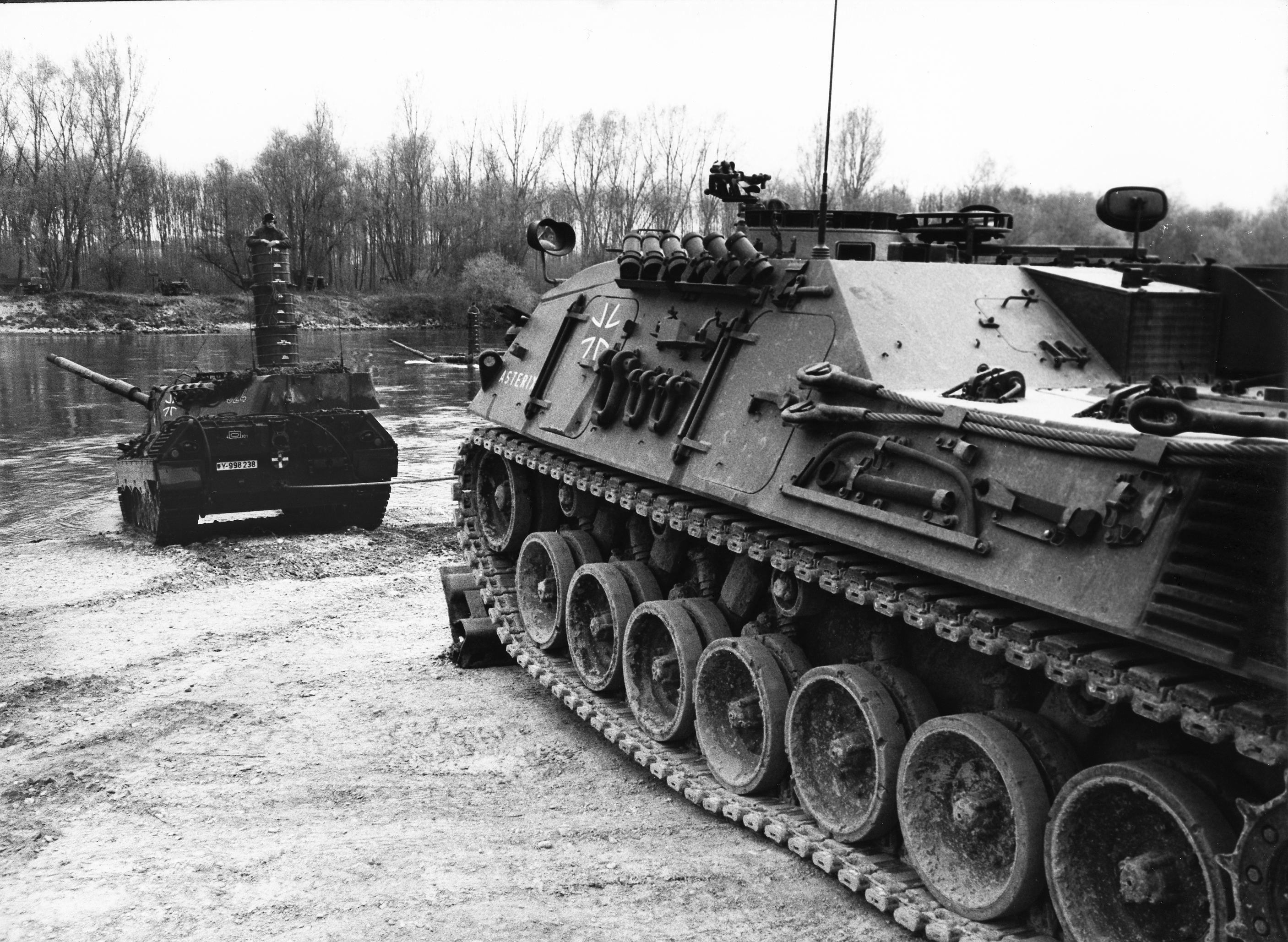
Bergepanzer sichert Leopard 1 bei erster Gewässerdurchquerung. Im Hintergrund zweiter Panzer (zur Verbreiterung der Übergangsstelle)
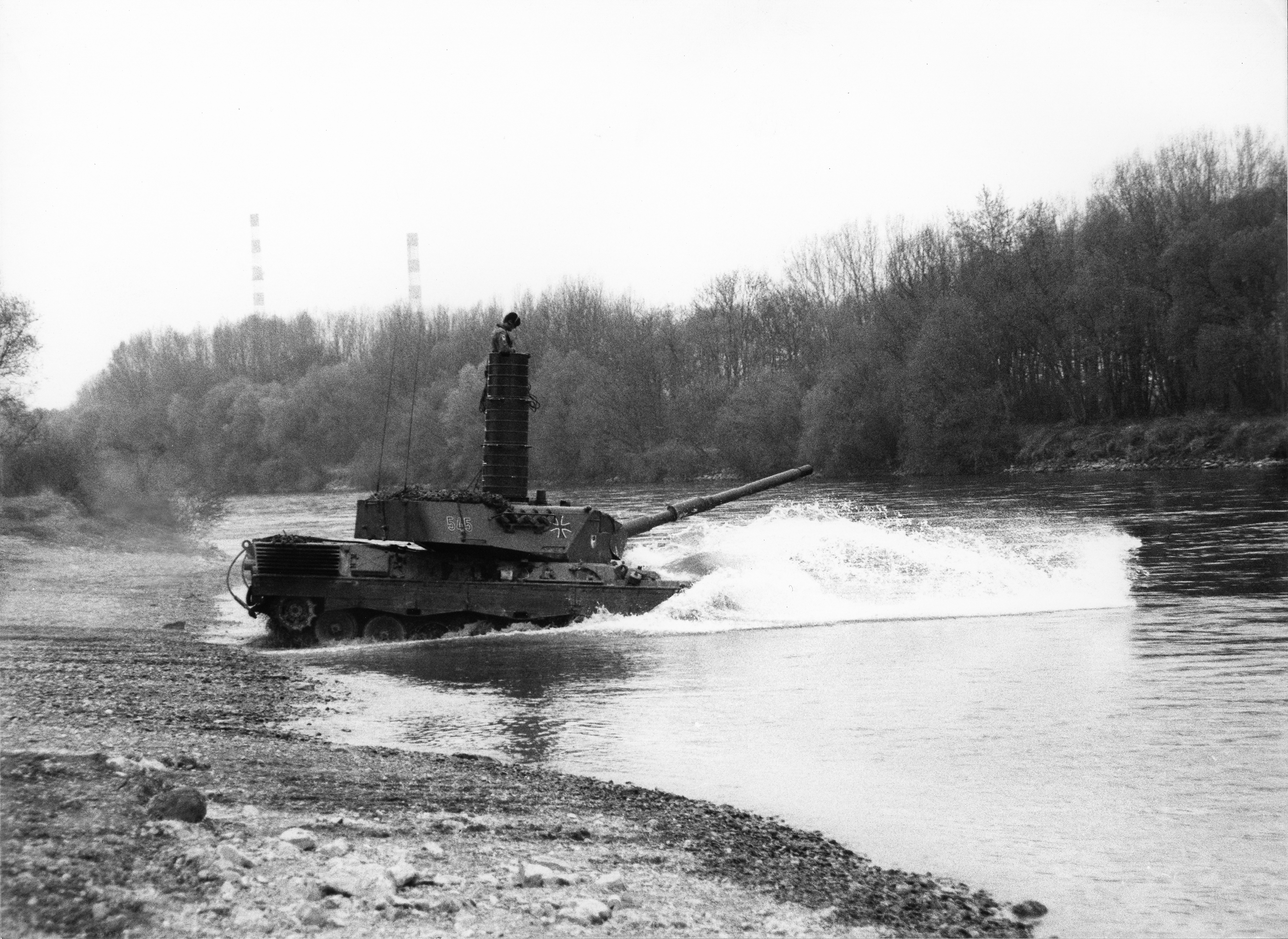
Leopard 1 Panzer bei gefechtsmäßiger Durchquerung der Donau bei Großmehring. Durchfahrt wurde vorher geprüft.